# Korengarst
Korengarst est un hameau qui fait partie de la commune de Midden-Groningue dans la province néerlandaise de Groningue.